# Jun Naitō
Jun Naitō (jap. 内藤 潤 Naitō Jun; ur. 18 grudnia 1970) – japoński piłkarz występujący na pozycji pomocnika.

## Kariera klubowa
Jako piłkarz grał w klubach Yokohama Flügels i Vissel Kobe.